# 위 경후
위 경후(衛 頃侯, ? ~ 기원전 855년)는 서주 시기 위나라의 제8대 군주(재위: 기원전 866년 ~ 기원전 855년)이다.

## 행적
경후는 주나라에 뇌물을 많이 보내었고, 이를 받은 주 이왕은 위나라의 작위를 백작에서 후작으로 올려주었다.
| 전 임 아버지 정백 | 제8대 위나라의 군주 기원전 866년 ~ 기원전 855년 | 후 임 아들 희후 |